# Arctoconopa pahasapa
Arctoconopa pahasapa är en tvåvingeart som först beskrevs av Alexander 1955.  Arctoconopa pahasapa ingår i släktet Arctoconopa och familjen småharkrankar. Inga underarter finns listade i Catalogue of Life.